# Vanilla pompona
Vanilla pompona,  es una especie de orquídea de hábito trepador y  de crecimiento esparcido  que es originaria de México a Costa Rica.

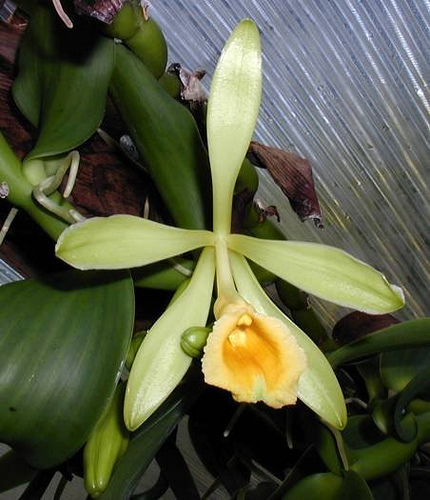
Detalle de la flor

## Descripción
Es una planta con clorofila con  la raíces al aire; semillas exteriores, sin alas, y las inflorescencias de flores con colores pálidos que nacen sucesivamente en  racimos laterales.
Esta especie es gigante de tamaño, epifita y trepadora con un grueso tallo de 2 cm,  con raíces adventicias que surgen en los nodos y con hojas ampliamente oblongas, coriáceas, carnosa, con los márgenes laminados, que se contraen bruscamente a un ápice subobtuso, la base de las hojas son pecioladas. Las inflorescencias son axilares, de 5 cm de largo, con de 6 a 8 flores, racemosas y que surge de la base de la hoja. Esta especie también se utiliza en la producción de  vainas de vainilla para el uso comercial de la vainilla como un extracto en la cocina. Tiene un sabor ligeramente diferente a la del uso más común Vanilla planifolia, utilizada como una fuente de aromas para los alimentos. 

## Distribución y hábitat
Se encuentra en México, Nicaragua, Venezuela, Costa Rica y Panamá a una altitud de 270 a 530 metros, sobre troncos de árboles en las tierras bajas tropicales.

## Taxonomía
Vanilla pompona fue descrita por Christian Julius Schiede y publicado en Linnaea 4: 573–574, en el año 1829.
Sinonimia
- Vanilla pittieri Schltr. 1906
- Notylia pompona (Schiede) Conz.[5]